# Medford (Massachusetts)
Medford es una ciudad ubicada en el condado de Middlesex en el estado estadounidense de Massachusetts. Es la sede de la Universidad Tufts, la cual tiene su campus a lo largo del límite entre Medford y Somerville. En el censo de 2010 tenía una población de 56.173 habitantes y una densidad poblacional de 2.505,03 personas por km².

## Geografía
Medford se encuentra ubicada en las coordenadas 42°25′26″N 71°6′33″O / 42.42389, -71.10917. Según la Oficina del Censo de los Estados Unidos, Medford tiene una superficie total de 22,42 km², de la cual 20,98 km² corresponden a tierra firme y (6,43%) 1,44 km² es agua.

## Demografía
Según el censo de 2010, había 56.173 personas residiendo en Medford. La densidad de población era de 2.505,03 hab./km². De los 56.173 habitantes, Medford estaba compuesto por el 78,57% blancos, el 8,79% eran afroamericanos, el 0,22% eran amerindios, el 6,88% eran asiáticos, el 0,01% eran isleños del Pacífico, el 2,84% eran de otras razas y el 2,68% pertenecían a dos o más razas. Del total de la población el 4,36% eran hispanos o latinos de cualquier raza.